# 烏雷套區
48°03′N 65°39′E / 48.050°N 65.650°E

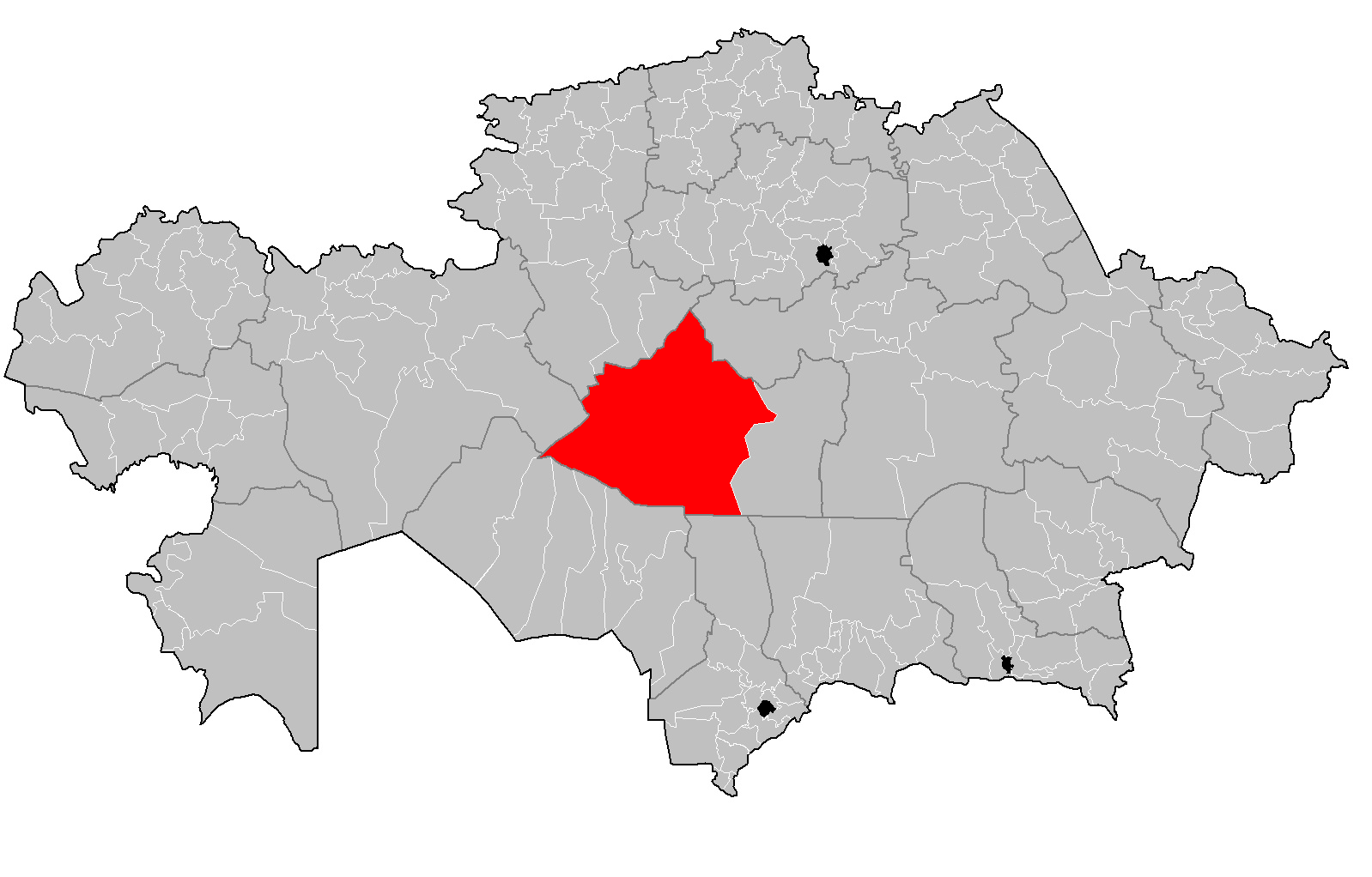

乌雷套区是哈萨克斯坦的行政区，位于该国中部，由乌勒套州负责管辖，首府设于乌雷套，始建于1927年，面积121,694平方公里，2013年人口13,909。